# Ave Mujica
Ave Mujica es una banda de rock femenina japonesa que forma parte de la franquicia BanG Dream! de Bushiroad. Fue formada en 2023, las integrantes del grupo interpretan personajes ficticios en la serie de anime y el juego para móviles BanG Dream! Girls Band Party!, además de interpretar los instrumentos de sus personajes en conciertos.
La banda está compuesta por Kanon Takao (teclado), Yuzuki Watase (guitarra rítmica), Rico Sasaki (guitarra principal y voz), Mei Okada (bajo) y Akane Yonezawa (batería). En el juego, Ave Mujica está representada por cinco estudiantes de primer año de preparatoria que aparecen durante la adaptación de la historia de MyGO!!!!!: Sakiko Togawa (Takao), Mutsumi Wakaba (Watase), Uika Misumi (Sasaki), Umiri Yahata (Okada) y Nyamu Yūtenji (Yonezawa).
Los miembros se conocen por los apodos Oblivionis, Mortis, Doloris, Timoris y Amoris, respectivamente, todos inspirados en diversos mares lunares. Simboliza las sutiles experiencias emocionales de los personajes originales, cuyo significado más preciso se revela en la serie de anime oficial.
De las nueve bandas de BanG Dream!, Ave Mujica es una de las seis cuyos miembros interpretan su propia música.

## Historia

### Debut, primeras actividades y serie de anime (2023–2025)
Antes de su debut, Ave Mujica fue objeto de burlas durante el cuarto concierto de MyGO!!!!! el 9 de abril de 2023 a través de una única exhibición que mostraba una caja de madera, y su contenido se difundió a personas influyentes y publicaciones a través de un juego de realidad alternativa, antes de que posteriormente se lanzara su video musical asociado. La banda debutó con su primer sencillo, "Black Birthday", el 11 de abril de 2023. El 4 de junio, como parte del festival de música de cierre de Nakano Sunplaza, se celebró su primer concierto titulado "Primo die in scaena". El primer álbum de Ave Mujica, el miniálbum "Alea jacta est", compuesto por los primeros seis sencillos de la banda, se lanzó el 13 de septiembre de 2023. Tras la presentación de los miembros de la banda, su segundo concierto, "Perdere Omnia", se celebró el 17 de enero de 2024.
El 17 de enero de 2024, tras la presentación de los miembros de la banda, la banda ofreció su segundo concierto titulado "Perdere Omnia". Tras el concierto, se anunció que la banda lanzaría su primer sencillo, "Utopia", el 24 de abril. También se anunció que la banda lanzaría nuevas canciones durante cinco meses consecutivos. El 7 de julio, la banda ofreció su tercer concierto en vivo titulado "Quaerere Lumina". El 20 de julio, la banda realizó su primera participación en un festival internacional en Bilibili Macro Link en Shanghái, China. Tras el concierto "Quaerere Lumina", se anunció que la banda lanzaría su segundo EP titulado Elements el 2 de octubre. El 18 de octubre, se reveló que una serie de anime centrada en la banda titulada BanG Dream! Ave Mujica, se estrenaría el 2 de enero de 2025.

### "Killkiss"  yCompleteness(2025–presente)
El 15 de enero de 2025, Ave Mujica lanzó su segundo sencillo, "Killkiss", que sirvió como tema de apertura de BanG Dream! Ave Mujica. La cara B del sencillo, titulada "Georgette Me, Georgette You", sirvió como tema de cierre de la misma serie. El 23 de abril tras la conclusión de la serie de anime, la banda lanzó su primer álbum de estudio, titulado Completeness, que incluía tanto el tema de apertura como el de cierre de la serie.
El 7 de junio, la banda se presentó por primera vez en el Animelo Summer Live en Manila, Filipinas. Un mes después, tocaron en el Bilibili Macro Link de Shanghái, China. La banda tiene previsto participar en los festivales de música Japan Jam, Rock in Japan y Summer Sonic durante el verano. El 26 de julio, la banda ofreció su sexto concierto titulado "Nova Historia", en el LaLa Arena de Tokio-Bahía. El 4 de agosto, la banda lanzó "Divine", una canción temática para el videojuego Progress Orders de 2025 publicado por Bushiroad.

## Miembros
Durante el primer concierto de Ave Mujica, la identidad de los intérpretes de la banda se mantuvo oculta mediante el uso de iluminación limitada y capas. Las identidades de los miembros de la banda se revelaron en el episodio final del anime BanG Dream! It's MyGO!!!!!.
- Kanon Takao (tecladista): Takao ya practicaba el piano, afirmando que tocaba el piano clásico desde los tres años, e incluso ganó un concurso internacional en Milán a los 10, lo que, según ella, la motivó a seguir mejorando sus habilidades como pianista. Ave Mujica fue la primera vez que Takao tocaba música en una banda. Antes de ser elegida para interpretar a Sakiko Togawa, prestó su voz a personajes como Noelle en Genshin Impact y Rit en Shin no Nakama ja Nai to Yuusha no Party wo Oidasareta node, Henkyou de Slow Life suru Koto ni Shimashita.[22][23]
- Yuzuki Watase (guitarra rítmica): Watase había prestado su voz a Miiko Takeshita en otra franquicia de Bushiroad, D4DJ,[24] antes de ser elegida para interpretar a Mutsumi Wakaba. Comenzó a tocar la guitarra de siete cuerdas al unirse a Ave Mujica.
- Rico Sasaki (guitarra principal y voz): Antes de unirse a Ave Mujica, Sasaki tenía poca experiencia musical; solo había tocado la guitarra brevemente durante la secundaria, aunque la retomó después de volverse activa como cantante. También prestó su voz a personajes como Poporon en Jashin-chan Dropkick y a Ayako Yamada en Kageki Shoujo!!.[25][26]
- Mei Okada (bajo): Al igual que Watase, Okada también había prestado su voz a Marika Mizushima en D4DJ.[27] Antes de unirse a Ave Mujica, admitió que su única experiencia musical era con el piano, pero comenzó a aprender a tocar el bajo después de unirse.
- Akane Yonezawa (batería): Yonezawa aprendió a tocar la batería desde cuarto grado y tocó en bandas como pasatiempo mientras continuaba sus estudios. Se mudó a Tokio por su deseo de ser baterista. Se unió a Ave Mujica y prestó su voz a Nyamu Yūtenji en su primer papel como actriz de voz.

## Medios
En el anime, Ave Mujica es una de dos bandas, la otra es MyGO!!!!!, creada tras la separación de CRYCHIC, la antigua banda de Sakiko y Mutsumi, en su tercer año de secundaria. En It's MyGO!!!!!, Sakiko lideró la formación de la banda tras ver a sus antiguos compañeros de CRYCHIC, Tomori, Soyo y Taki, interpretar su canción sin su consentimiento. A lo largo de la segunda mitad de la serie, como la atención seguía centrada en los miembros de MyGO!!!!!, Sakiko fue reclutando gradualmente a los miembros de su nueva banda.
La banda debutó en el anime en el decimotercer y último episodio de It's MyGO!!!!!. Una secuela directa, BanG Dream! Ave Mujica, sigue a la banda titular y sus aventuras.

## Discografía
Hasta el 16 de marzo de 2025, Ave Mujica había lanzado 17 canciones originales, incluyendo varios sencillos digitales. Diggy-MO', conocido por ser miembro del grupo de hip-hop Soul'd Out, es frecuentemente el letrista principal de la banda, a diferencia de otras bandas de la franquicia que colaboran frecuentemente con Elements Garden. La banda debutó con el sencillo digital "Black Birthday" el 11 de abril de 2023.
Álbumes de estudio
- 2025: Completeness

EPs
- 2023: Alea jacta est
- 2024: Elements

Sencillos
- 2024 – Utopia
- 2025 – KiLLKiSS
- 2025 – Georgette Me, Georgette You

## Recepción
La revista Rolling Stone Japón seleccionó a Ave Mujica como uno de los 25 actos musicales que representarán a Japón en la edición 2024 de la publicación "Futuro de la música".